# Sibiu Cycling Tour 2018
La 8e édition du Sibiu Cycling Tour a lieu du 4 au 8 juillet 2018. Elle fait partie du calendrier UCI Europe Tour 2018 en catégorie 2.1.

## Présentation

### Étapes
| Étape      | Date     | Villes étapes     | type                         | Distance (km) | Vainqueur d'étape     | Leader du classement général |
| ---------- | -------- | ----------------- | ---------------------------- | ------------- | --------------------- | ---------------------------- |
| Prologue   | 5 juill. | Sibiu – Sibiu     | contre-la-montre individuel  | 2,2           | Davide Ballerini      | Davide Ballerini             |
| 1re étape  | 6 juill. | Sibiu – lac Bâlea | étape de moyenne montagne    | 91,2          | Iván Sosa             | Iván Sosa                    |
| 2e étape   | 7 juill. | Sibiu – Păltiniș  | étape de montagne            | 185,4         |                       | Iván Sosa                    |
| 3e A étape | 8 juill. | Cisnădie – Sibiu  | contre-la-montre par équipes | 9,6           | CCC Sprandi Polkowice | Iván Sosa                    |
| 3e B étape | 8 juill. | Sibiu – Sibiu     | étape de plaine              | 152,8         | Jason van Dalen       | Iván Sosa                    |

### Équipes
| Équipes continentales professionnelles (3)- Androni Giocattoli-Sidermec - CCC Sprandi Polkowice - Gazprom-RusVelo Équipes continentales (14)- Akros-Renfer - Amore & Vita-Prodir - Bike Aid - D'Amico-Utensilnord - Delta Cycling Rotterdam - Dukla Banská Bystrica - Elkov-Author - Illuminate - Inteja Dominican Cycling Team - Massi-Kuwait Team - Monkey Town Continental - MsTina-Focus - Sangemini-MG.Kvis - Team Novak Équipes nationales (2)- Roumanie - Moldavie |
| |

## Déroulement de la course

### Prologue
| \| Classement de l'étape \| Classement de l'étape \| Classement de l'étape \| Classement de l'étape \| Classement de l'étape \| \| Coureur \| Coureur \| Pays \| Équipe \| Temps \| \| --------------------- \| --------------------- \| --------------------- \| --------------------------- \| --------------------- \| \| 1er \| Davide Ballerini \| Italie \| Androni Giocattoli-Sidermec \| 2 min 59 s \| \| 2e \| Riccardo Stacchiotti \| Italie \| MSTina-Focus \| + 2 s \| \| 3e \| Ivar Slik \| Pays-Bas \| Monkey Town Continental \| + 3 s \| \| 4e \| Jason van Dalen \| Pays-Bas \| Delta Cycling Rotterdam \| + 3 s \| \| 5e \| Andrea Vendrame \| Italie \| Androni Giocattoli-Sidermec \| + 3 s \| \| 6e \| Adrian Kurek \| Pologne \| CCC Sprandi Polkowice \| + 4 s \| \| 7e \| Martin Laas \| Estonie \| Illuminate \| + 4 s \| \| 8e \| Nicolas Marini \| Italie \| MSTina-Focus \| + 5 s \| \| 9e \| Eduard-Michael Grosu \| Roumanie \| Roumanie \| + 5 s \| \| 10e \| Wim Kleiman \| Pays-Bas \| Monkey Town Continental \| + 5 s \| |                      |          |                             |            |
| |                      |          |                             |            |
| Source : ProCyclingStats |                      |          |                             |            |
| Classement de l'étape |                      |          |                             |            |
| Coureur | Coureur              | Pays     | Équipe                      | Temps      |
| 1er | Davide Ballerini     | Italie   | Androni Giocattoli-Sidermec | 2 min 59 s |
| 2e | Riccardo Stacchiotti | Italie   | MSTina-Focus                | + 2 s      |
| 3e | Ivar Slik            | Pays-Bas | Monkey Town Continental     | + 3 s      |
| 4e | Jason van Dalen      | Pays-Bas | Delta Cycling Rotterdam     | + 3 s      |
| 5e | Andrea Vendrame      | Italie   | Androni Giocattoli-Sidermec | + 3 s      |
| 6e | Adrian Kurek         | Pologne  | CCC Sprandi Polkowice       | + 4 s      |
| 7e | Martin Laas          | Estonie  | Illuminate                  | + 4 s      |
| 8e | Nicolas Marini       | Italie   | MSTina-Focus                | + 5 s      |
| 9e | Eduard-Michael Grosu | Roumanie | Roumanie                    | + 5 s      |
| 10e | Wim Kleiman          | Pays-Bas | Monkey Town Continental     | + 5 s      |

| \| Classement général \| Classement général \| Classement général \| Classement général \| Classement général \| \| Coureur \| Coureur \| Pays \| Équipe \| Temps \| \| ------------------ \| -------------------- \| ------------------ \| --------------------------- \| ------------------ \| \| 1er \| Davide Ballerini \| Italie \| Androni Giocattoli-Sidermec \| 2 min 59 s \| \| 2e \| Riccardo Stacchiotti \| Italie \| MSTina-Focus \| + 2 s \| \| 3e \| Ivar Slik \| Pays-Bas \| Monkey Town Continental \| + 3 s \| \| 4e \| Jason van Dalen \| Pays-Bas \| Delta Cycling Rotterdam \| + 3 s \| \| 5e \| Andrea Vendrame \| Italie \| Androni Giocattoli-Sidermec \| + 3 s \| \| 6e \| Adrian Kurek \| Pologne \| CCC Sprandi Polkowice \| + 4 s \| \| 7e \| Martin Laas \| Estonie \| Illuminate \| + 4 s \| \| 8e \| Nicolas Marini \| Italie \| MSTina-Focus \| + 5 s \| \| 9e \| Eduard-Michael Grosu \| Roumanie \| Roumanie \| + 5 s \| \| 10e \| Wim Kleiman \| Pays-Bas \| Monkey Town Continental \| + 5 s \| |                      |          |                             |            |
| |                      |          |                             |            |
| Source : ProCyclingStats |                      |          |                             |            |
| Classement général |                      |          |                             |            |
| Coureur | Coureur              | Pays     | Équipe                      | Temps      |
| 1er | Davide Ballerini     | Italie   | Androni Giocattoli-Sidermec | 2 min 59 s |
| 2e | Riccardo Stacchiotti | Italie   | MSTina-Focus                | + 2 s      |
| 3e | Ivar Slik            | Pays-Bas | Monkey Town Continental     | + 3 s      |
| 4e | Jason van Dalen      | Pays-Bas | Delta Cycling Rotterdam     | + 3 s      |
| 5e | Andrea Vendrame      | Italie   | Androni Giocattoli-Sidermec | + 3 s      |
| 6e | Adrian Kurek         | Pologne  | CCC Sprandi Polkowice       | + 4 s      |
| 7e | Martin Laas          | Estonie  | Illuminate                  | + 4 s      |
| 8e | Nicolas Marini       | Italie   | MSTina-Focus                | + 5 s      |
| 9e | Eduard-Michael Grosu | Roumanie | Roumanie                    | + 5 s      |
| 10e | Wim Kleiman          | Pays-Bas | Monkey Town Continental     | + 5 s      |

### 1reétape
| \| Classement de l'étape \| Classement de l'étape \| Classement de l'étape \| Classement de l'étape \| Classement de l'étape \| \| Coureur \| Coureur \| Pays \| Équipe \| Temps \| \| --------------------- \| --------------------- \| --------------------- \| --------------------------- \| --------------------- \| \| 1er \| Iván Sosa \| Colombie \| Androni Giocattoli-Sidermec \| 2 h 34 min 11 s \| \| 2e \| Alexey Rybalkin \| Russie \| Gazprom-RusVelo \| + 38 s \| \| 3e \| Antonio Santoro \| Italie \| Monkey Town Continental \| + 55 s \| \| 4e \| Aleksandr Vlasov \| Russie \| Gazprom-RusVelo \| + 56 s \| \| 5e \| Amaro Antunes \| Portugal \| CCC Sprandi Polkowice \| + 56 s \| \| 6e \| Maxim Rusnac \| Moldavie \| Moldavie \| + 1 min 39 s \| \| 7e \| Michele Gazzara \| Italie \| Sangemini-MG.Kvis-Vega \| + 1 min 39 s \| \| 8e \| Ivan Martinelli \| Italie \| D'Amico-Utensilnord \| + 1 min 41 s \| \| 9e \| Nicola Gaffurini \| Italie \| Sangemini-MG.Kvis-Vega \| + 1 min 52 s \| \| 10e \| Colin Stüssi \| Suisse \| Amore & Vita-Prodir \| + 2 min 01 s \| |                  |          |                             |                 |
| |                  |          |                             |                 |
| Source : ProCyclingStats |                  |          |                             |                 |
| Classement de l'étape |                  |          |                             |                 |
| Coureur | Coureur          | Pays     | Équipe                      | Temps           |
| 1er | Iván Sosa        | Colombie | Androni Giocattoli-Sidermec | 2 h 34 min 11 s |
| 2e | Alexey Rybalkin  | Russie   | Gazprom-RusVelo             | + 38 s          |
| 3e | Antonio Santoro  | Italie   | Monkey Town Continental     | + 55 s          |
| 4e | Aleksandr Vlasov | Russie   | Gazprom-RusVelo             | + 56 s          |
| 5e | Amaro Antunes    | Portugal | CCC Sprandi Polkowice       | + 56 s          |
| 6e | Maxim Rusnac     | Moldavie | Moldavie                    | + 1 min 39 s    |
| 7e | Michele Gazzara  | Italie   | Sangemini-MG.Kvis-Vega      | + 1 min 39 s    |
| 8e | Ivan Martinelli  | Italie   | D'Amico-Utensilnord         | + 1 min 41 s    |
| 9e | Nicola Gaffurini | Italie   | Sangemini-MG.Kvis-Vega      | + 1 min 52 s    |
| 10e | Colin Stüssi     | Suisse   | Amore & Vita-Prodir         | + 2 min 01 s    |

| \| Classement général \| Classement général \| Classement général \| Classement général \| Classement général \| \| Coureur \| Coureur \| Pays \| Équipe \| Temps \| \| ------------------ \| ------------------ \| ------------------ \| --------------------------- \| ------------------ \| \| 1er \| Iván Sosa \| Colombie \| Androni Giocattoli-Sidermec \| 2 h 37 min 24 s \| \| 2e \| Alexey Rybalkin \| Russie \| Gazprom-RusVelo \| + 45 s \| \| 3e \| Antonio Santoro \| Italie \| Monkey Town Continental \| + 58 s \| \| 4e \| Aleksandr Vlasov \| Russie \| Gazprom-RusVelo \| + 1 min 01 s \| \| 5e \| Amaro Antunes \| Portugal \| CCC Sprandi Polkowice \| + 1 min 12 s \| \| 6e \| Maxim Rusnac \| Moldavie \| Moldavie \| + 1 min 38 s \| \| 7e \| Michele Gazzara \| Italie \| Sangemini-MG.Kvis-Vega \| + 1 min 40 s \| \| 8e \| Ivan Martinelli \| Italie \| D'Amico-Utensilnord \| + 1 min 51 s \| \| 9e \| Colin Stüssi \| Suisse \| Amore & Vita-Prodir \| + 2 min 01 s \| \| 10e \| Nicola Gaffurini \| Italie \| Sangemini-MG.Kvis-Vega \| + 2 min 06 s \| |                  |          |                             |                 |
| |                  |          |                             |                 |
| Source : ProCyclingStats |                  |          |                             |                 |
| Classement général |                  |          |                             |                 |
| Coureur | Coureur          | Pays     | Équipe                      | Temps           |
| 1er | Iván Sosa        | Colombie | Androni Giocattoli-Sidermec | 2 h 37 min 24 s |
| 2e | Alexey Rybalkin  | Russie   | Gazprom-RusVelo             | + 45 s          |
| 3e | Antonio Santoro  | Italie   | Monkey Town Continental     | + 58 s          |
| 4e | Aleksandr Vlasov | Russie   | Gazprom-RusVelo             | + 1 min 01 s    |
| 5e | Amaro Antunes    | Portugal | CCC Sprandi Polkowice       | + 1 min 12 s    |
| 6e | Maxim Rusnac     | Moldavie | Moldavie                    | + 1 min 38 s    |
| 7e | Michele Gazzara  | Italie   | Sangemini-MG.Kvis-Vega      | + 1 min 40 s    |
| 8e | Ivan Martinelli  | Italie   | D'Amico-Utensilnord         | + 1 min 51 s    |
| 9e | Colin Stüssi     | Suisse   | Amore & Vita-Prodir         | + 2 min 01 s    |
| 10e | Nicola Gaffurini | Italie   | Sangemini-MG.Kvis-Vega      | + 2 min 06 s    |

### 2eétape
L'étape est annulée en raison des conditions climatiques.

### 3eétape (a)
| \| Classement de l'étape \| Classement de l'étape \| Classement de l'étape \| Classement de l'étape \| Classement de l'étape \| Classement de l'étape \| \| Équipe \| Équipe \| Pays \| Temps \| Écart de temps \| Vitesse moy. \| \| --------------------- \| --------------------------- \| --------------------- \| --------------------- \| --------------------- \| --------------------- \| \| 1re \| CCC Sprandi Polkowice \| Pologne \| 11 min 26 s \| 0 s \| 50.379 km/h \| \| 2e \| Gazprom-RusVelo \| Russie \| 11 min 35 s \| + 9 s \| 49.727 km/h \| \| 3e \| Elkov-Author \| Tchéquie \| 11 min 37 s \| + 11 s \| 49.584 km/h \| \| 4e \| Androni Giocattoli-Sidermec \| Italie \| 11 min 40 s \| + 14 s \| 49.371 km/h \| \| 5e \| Akros-Renfer \| Suisse \| 11 min 51 s \| + 25 s \| 48.608 km/h \| \| 6e \| Delta Cycling Rotterdam \| Pays-Bas \| 11 min 52 s \| + 26 s \| 48.539 km/h \| \| 7e \| Monkey Town Continental \| Pays-Bas \| 11 min 56 s \| + 30 s \| 48.268 km/h \| \| 8e \| Sangemini-MG.Kvis \| Italie \| 12 min 01 s \| + 35 s \| 47.933 km/h \| \| 9e \| D'Amico-Utensilnord \| Italie \| 12 min 08 s \| + 42 s \| 47.473 km/h \| \| 10e \| Dukla Banská Bystrica \| Slovaquie \| 12 min 23 s \| + 57 s \| 46.514 km/h \| |                             |           |             |                |              |
| |                             |           |             |                |              |
| Source : ProCyclingStats |                             |           |             |                |              |
| Classement de l'étape |                             |           |             |                |              |
| Équipe | Équipe                      | Pays      | Temps       | Écart de temps | Vitesse moy. |
| 1re | CCC Sprandi Polkowice       | Pologne   | 11 min 26 s | 0 s            | 50.379 km/h  |
| 2e | Gazprom-RusVelo             | Russie    | 11 min 35 s | + 9 s          | 49.727 km/h  |
| 3e | Elkov-Author                | Tchéquie  | 11 min 37 s | + 11 s         | 49.584 km/h  |
| 4e | Androni Giocattoli-Sidermec | Italie    | 11 min 40 s | + 14 s         | 49.371 km/h  |
| 5e | Akros-Renfer                | Suisse    | 11 min 51 s | + 25 s         | 48.608 km/h  |
| 6e | Delta Cycling Rotterdam     | Pays-Bas  | 11 min 52 s | + 26 s         | 48.539 km/h  |
| 7e | Monkey Town Continental     | Pays-Bas  | 11 min 56 s | + 30 s         | 48.268 km/h  |
| 8e | Sangemini-MG.Kvis           | Italie    | 12 min 01 s | + 35 s         | 47.933 km/h  |
| 9e | D'Amico-Utensilnord         | Italie    | 12 min 08 s | + 42 s         | 47.473 km/h  |
| 10e | Dukla Banská Bystrica       | Slovaquie | 12 min 23 s | + 57 s         | 46.514 km/h  |

| \| Classement général \| Classement général \| Classement général \| Classement général \| Classement général \| \| Coureur \| Coureur \| Pays \| Équipe \| Temps \| \| ------------------ \| ------------------ \| ------------------ \| --------------------------- \| ------------------ \| \| 1er \| Iván Sosa \| Colombie \| Androni Giocattoli-Sidermec \| 2 h 52 min 17 s \| \| 2e \| Alexey Rybalkin \| Russie \| Gazprom-RusVelo \| + 47 s \| \| 3e \| Aleksandr Vlasov \| Russie \| Gazprom-RusVelo \| + 1 min 01 s \| \| 4e \| Amaro Antunes \| Portugal \| CCC Sprandi Polkowice \| + 1 min 14 s \| \| 5e \| Antonio Santoro \| Italie \| Monkey Town Continental \| + 1 min 17 s \| \| 6e \| Michele Gazzara \| Italie \| Sangemini-MG.Kvis-Vega \| + 2 min 02 s \| \| 7e \| Jan Bárta \| Tchéquie \| Elkov-Author \| + 2 min 09 s \| \| 8e \| Alessandro Bisolti \| Italie \| Androni Giocattoli-Sidermec \| + 2 min 24 s \| \| 9e \| Ivan Martinelli \| Italie \| D'Amico-Utensilnord \| + 2 min 29 s \| \| 10e \| Nicola Gaffurini \| Italie \| Sangemini-MG.Kvis-Vega \| + 2 min 41 s \| |                    |          |                             |                 |
| |                    |          |                             |                 |
| Source : ProCyclingStats |                    |          |                             |                 |
| Classement général |                    |          |                             |                 |
| Coureur | Coureur            | Pays     | Équipe                      | Temps           |
| 1er | Iván Sosa          | Colombie | Androni Giocattoli-Sidermec | 2 h 52 min 17 s |
| 2e | Alexey Rybalkin    | Russie   | Gazprom-RusVelo             | + 47 s          |
| 3e | Aleksandr Vlasov   | Russie   | Gazprom-RusVelo             | + 1 min 01 s    |
| 4e | Amaro Antunes      | Portugal | CCC Sprandi Polkowice       | + 1 min 14 s    |
| 5e | Antonio Santoro    | Italie   | Monkey Town Continental     | + 1 min 17 s    |
| 6e | Michele Gazzara    | Italie   | Sangemini-MG.Kvis-Vega      | + 2 min 02 s    |
| 7e | Jan Bárta          | Tchéquie | Elkov-Author                | + 2 min 09 s    |
| 8e | Alessandro Bisolti | Italie   | Androni Giocattoli-Sidermec | + 2 min 24 s    |
| 9e | Ivan Martinelli    | Italie   | D'Amico-Utensilnord         | + 2 min 29 s    |
| 10e | Nicola Gaffurini   | Italie   | Sangemini-MG.Kvis-Vega      | + 2 min 41 s    |

### 3eétape (b)
| \| Classement de l'étape \| Classement de l'étape \| Classement de l'étape \| Classement de l'étape \| Classement de l'étape \| \| Coureur \| Coureur \| Pays \| Équipe \| Temps \| \| --------------------- \| --------------------- \| --------------------- \| --------------------------- \| --------------------- \| \| 1er \| Jason van Dalen \| Pays-Bas \| Delta Cycling Rotterdam \| 3 h 26 min 39 s \| \| 2e \| Eduard-Michael Grosu \| Roumanie \| Roumanie \| + 0 s \| \| 3e \| Davide Ballerini \| Italie \| Androni Giocattoli-Sidermec \| + 0 s \| \| 4e \| Stefan Bissegger \| Suisse \| Akros-Renfer \| + 0 s \| \| 5e \| Andrea Vendrame \| Italie \| Androni Giocattoli-Sidermec \| + 0 s \| \| 6e \| Francesco Bettini \| Italie \| D'Amico-Utensilnord \| + 0 s \| \| 7e \| Luuc Bugter \| Pays-Bas \| Delta Cycling Rotterdam \| + 0 s \| \| 8e \| Martin Laas \| Estonie \| Illuminate \| + 0 s \| \| 9e \| Riccardo Stacchiotti \| Italie \| MSTina-Focus \| + 0 s \| \| 10e \| Wojciech Sykała \| Pologne \| Wibatech Merx 7R \| + 0 s \| |                      |          |                             |                 |
| |                      |          |                             |                 |
| Source : ProCyclingStats |                      |          |                             |                 |
| Classement de l'étape |                      |          |                             |                 |
| Coureur | Coureur              | Pays     | Équipe                      | Temps           |
| 1er | Jason van Dalen      | Pays-Bas | Delta Cycling Rotterdam     | 3 h 26 min 39 s |
| 2e | Eduard-Michael Grosu | Roumanie | Roumanie                    | + 0 s           |
| 3e | Davide Ballerini     | Italie   | Androni Giocattoli-Sidermec | + 0 s           |
| 4e | Stefan Bissegger     | Suisse   | Akros-Renfer                | + 0 s           |
| 5e | Andrea Vendrame      | Italie   | Androni Giocattoli-Sidermec | + 0 s           |
| 6e | Francesco Bettini    | Italie   | D'Amico-Utensilnord         | + 0 s           |
| 7e | Luuc Bugter          | Pays-Bas | Delta Cycling Rotterdam     | + 0 s           |
| 8e | Martin Laas          | Estonie  | Illuminate                  | + 0 s           |
| 9e | Riccardo Stacchiotti | Italie   | MSTina-Focus                | + 0 s           |
| 10e | Wojciech Sykała      | Pologne  | Wibatech Merx 7R            | + 0 s           |

### Classement général
| \| Classement général \| Classement général \| Classement général \| Classement général \| Classement général \| \| Coureur \| Coureur \| Pays \| Équipe \| Temps \| \| ------------------ \| ------------------ \| ------------------ \| --------------------------- \| ------------------ \| \| 1er \| Iván Sosa \| Colombie \| Androni Giocattoli-Sidermec \| 6 h 15 min 41 s \| \| 2e \| Alexey Rybalkin \| Russie \| Gazprom-RusVelo \| + 40 s \| \| 3e \| Aleksandr Vlasov \| Russie \| Gazprom-RusVelo \| + 56 s \| \| 4e \| Amaro Antunes \| Portugal \| CCC Sprandi Polkowice \| + 58 s \| \| 5e \| Antonio Santoro \| Italie \| Monkey Town Continental \| + 1 min 14 s \| \| 6e \| Michele Gazzara \| Italie \| Sangemini-MG.Kvis-Vega \| + 2 min 01 s \| \| 7e \| Jan Bárta \| Tchéquie \| Elkov-Author \| + 2 min 12 s \| \| 8e \| Ivan Martinelli \| Italie \| D'Amico-Utensilnord \| + 2 min 19 s \| \| 9e \| Alessandro Bisolti \| Italie \| Androni Giocattoli-Sidermec \| + 2 min 20 s \| \| 10e \| Nicola Gaffurini \| Italie \| Sangemini-MG.Kvis-Vega \| + 2 min 27 s \| |                    |          |                             |                 |
| |                    |          |                             |                 |
| Source : ProCyclingStats |                    |          |                             |                 |
| Classement général |                    |          |                             |                 |
| Coureur | Coureur            | Pays     | Équipe                      | Temps           |
| 1er | Iván Sosa          | Colombie | Androni Giocattoli-Sidermec | 6 h 15 min 41 s |
| 2e | Alexey Rybalkin    | Russie   | Gazprom-RusVelo             | + 40 s          |
| 3e | Aleksandr Vlasov   | Russie   | Gazprom-RusVelo             | + 56 s          |
| 4e | Amaro Antunes      | Portugal | CCC Sprandi Polkowice       | + 58 s          |
| 5e | Antonio Santoro    | Italie   | Monkey Town Continental     | + 1 min 14 s    |
| 6e | Michele Gazzara    | Italie   | Sangemini-MG.Kvis-Vega      | + 2 min 01 s    |
| 7e | Jan Bárta          | Tchéquie | Elkov-Author                | + 2 min 12 s    |
| 8e | Ivan Martinelli    | Italie   | D'Amico-Utensilnord         | + 2 min 19 s    |
| 9e | Alessandro Bisolti | Italie   | Androni Giocattoli-Sidermec | + 2 min 20 s    |
| 10e | Nicola Gaffurini   | Italie   | Sangemini-MG.Kvis-Vega      | + 2 min 27 s    |

## UCI Europe Tour
Le Sibiu Cycling Tour 2018 est une course faisant partie de l'UCI Europe Tour 2018 en catégorie 2.1, les 25 meilleurs temps du classement final emporte donc de 125 à 3 points.
| Position           | 1er | 2e | 3e | 4e | 5e | 6e | 7e | 8e | 9e | 10e | 11e | 12e | 13e à 15e | 16e à 25e |
| Classement général | 125 | 85 | 70 | 60 | 50 | 40 | 35 | 30 | 25 | 20  | 15  | 10  | 5         | 3         |
| Par étape          | 14  | 5  | 3  |    |    |    |    |    |    |     |     |     |           |           |
| Leader, par étape  | 3   |    |    |    |    |    |    |    |    |     |     |     |           |           |